# Andrzej Ochała
Andrzej Józef Ochała (ur. 18 września 1959) – polski kardiolog, profesor zwyczajny III Katedry Kardiologii Śląskiego Uniwersytetu Medycznego w Katowicach. 

## Życiorys
Studia medyczne ukończył na zabrzańskim Wydziale Lekarskim Śląskiej Akademii Medycznej w 1984. Stopień doktorski otrzymał w 1993 broniąc pracy Ocena mechanizmów niedokrwienia mięśnia sercowego u chorych z kardiomiopatią przerostową przygotowanej pod kierunkiem Michała Tendery. Habilitował się w 2006 na podstawie oceny dorobku naukowego i rozprawy pt. Pierwotna przeskórna angioplastyka wieńcowa u chorych z wielonaczyniową chorobą wieńcową. Tytuł naukowy profesora nauk medycznych otrzymał w 2013. W Górnośląskim Centrum Medycznym w Katowicach Ochojcu kieruje od 2010 Zakładem Kardiologii Inwazyjnej. W ramach praktyki klinicznej wykonuje m.in. angioplastykę tętnic wieńcowych oraz szyjnych, walwuloplastykę, zamykanie ubytków międzyprzedsionkowych, przezskórne oraz przez koniuszkowe wszczepienia zastawki aortalnej.
Na dorobek naukowy A. Ochały składa się szereg opracowań oryginalnych publikowanych m.in. w wiodących czasopismach kardiologicznych o światowej renomie takich jak „Journal of the American College of Cardiology”, „Circulation Research”, „EuroIntervention”, „European Heart Journal”, a także w „Kardiologii Polskiej”.
Należy do Polskiego Towarzystwa Kardiologicznego, gdzie pełnił funkcję przewodniczącego Asocjacji Interwencji Sercowo Naczyniowych (następnie w komisji rewizyjnej). Jest też członkiem Europejskiego Towarzystwa Kardiologicznego.